# كاى كيندال
كاى كيندال (بالإنجليزية: Kay Kendall)‏ هي ممثلة بريطانية، ولدت في 21 مايو 1926 في المملكة المتحدة، وتوفيت في 6 سبتمبر 1959 بلندن في المملكة المتحدة بسبب ابيضاض الدم.

## أعمال

### أفلام
- (1955) عبد الله العظيم

## وصلات خارجية
- كاى كيندال على موقع IMDb (الإنجليزية)
- كاى كيندال على موقع ألو سيني (الفرنسية)
- كاى كيندال على موقع ميوزك برينز (الإنجليزية)
- كاى كيندال على موقع أول موفي (الإنجليزية)
- كاى كيندال على موقع قاعدة بيانات برودواي على الإنترنت (الإنجليزية)
- كاى كيندال على موقع قاعدة بيانات الأفلام السويدية (السويدية)
- كاى كيندال على موقع إن إن دي بي (الإنجليزية)
- كاى كيندال على موقع قاعدة بيانات الفيلم (الإنجليزية)
- كاى كيندال على موقع كينوبويسك (الروسية)